# دوسن ماكليستر
دوسن ماكليستر (بالإنجليزية: Dawson McAllister)‏ هو مقدم برامج إذاعية أمريكي، ولد في 1946.